# レーダー探知機

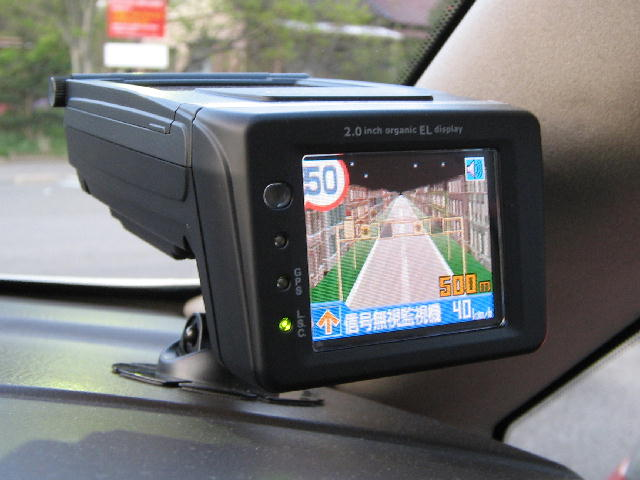
レーダー探知機

レーダー探知機（レーダーたんちき、Radar detector）とは、速度取締装置が発する可能性のある周波数のレーダー波を探知し、無線受信機能が当該装置にある場合は受信可能な種類の無線を可能な限り受信し、GPS受信機能が当該装置にある場合は登録済みの附近にある固定型取締装置や過去に取締が行われていた取締エリアなどの道路交通に関する情報を主に通知する装置である。

## 概要
レーダー式スピード測定器や速度違反自動取締装置（通称“オービス”）から発射される可能性のある周波数のレーダー波を検知し、チャイム音や発光ダイオード点滅・文字表示・音声アナウンスなどで、レーダー波の検知を警告する装置である。

## レーダー探知機の限界について
レーダー探知機によっては、強いレーダー波（電界強度の強い電波）を短時間に受信したときに「ステルスアラーム（ステルス波識別警報）」を発するものがある。ただし、ステルス式レーダーの性質上、「ステルスアラーム」（状況によっては、単なるレーダー警報）が鳴ったときには、既に測定対象車両の速度違反現認を完了している場合がある。
なお、ステルス式レーダー速度測定器への接近（または遠去）を測定対象車両がレーダー波を発する前に必ず事前に察知できる（ステルス式レーダーに完全対応した）当該装置は、電波を受信して検知するという機器の性質上全く存在しない。ただし、警察官が先行車両に対してレーダー波を発信した時、後続車両の当該装置がステルスアラームやレーダー警報を発する可能性はある。
なお、従来の取締りに用いられる可能性のある電波だけを受信して警告する当該装置は、取締りに用いられる可能性のある電波を全く使用しない速度取締りを警告できない。
近年は、レーダーを使用しない取締用機器も多く、道路アスファルト下に車両検知装置を埋め込んだ方式（ループコイル式、LHシステムなど）、光電管式（送受光器から対面する反射板間にレーザー光を送信し、2点間の通過時間から速度を計測する方式）やレーザースキャン方式（レーザー式/LIDAR方式）を使用している地域がある。
電波を使用しない取締りに対しては、レーダー波受信機能による警告は不可能である。
さらに、パトカー・覆面・白バイ車両による追尾式取締り（レーダー波を使用しないもの）、パトカーによるレーザー式取締りや「光電管」「レーザー式速度取締機」などを用いた有人式取締りなどをレーダー波受信機能で検知することは不可能である。ただし、レーザースキャン方式の取り締まりにはレーザー探知機能のある探知機を使用することで検知できる場合がある他、光電管などを用いた有人式取締りでも、取締連絡用警察無線（350.1MHz）が用いられていれば、その取締無線を受信する可能性はある。

## GPSを用いた警報について
取締り側の測定技術革新に対抗するため、従来の取締りに用いられている電波の受信警報に加え、GPS受信機能を用いて、当該装置に登録済みの附近にある固定型取締装置や過去に取締が行われていた取締エリアなどの警報対象箇所データ（GPSデータ）を警報するようにした機種もある。GPS衛星受信機能と、定期的なGPSデータのアップデートにより、新たに設置されたオービスや新たな取締エリアなどが追加され、警報される箇所が増えたり、撤去された場所での警報を防ぐことができる。GPSデータ件数は、時を重ねるごとに増えている。
ただし、GPSデータに登録されていない場所で、従来の取締りに用いられる可能性のある電波を使用しない取締り（当該装置が警報できる無線を使わない光電管式、レーザー式、ループコイル式や追尾式など）や、測定の瞬間だけレーダー波を発射する狙い撃ち（ステルス式レーダー）方式の取締りが行われていた場合には、GPS警報機能搭載の当該装置でも、事前に警報する事はできない。

## 付属機能

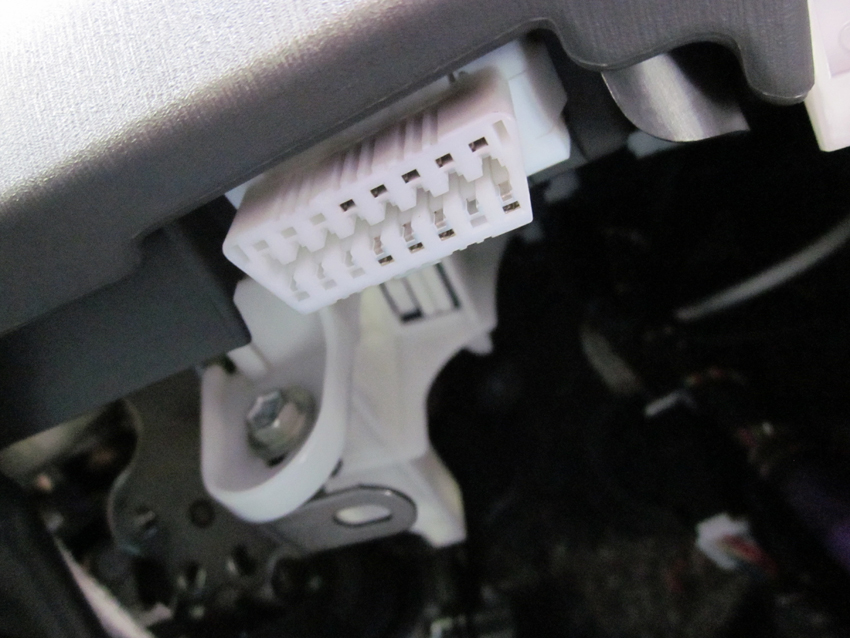
OBD2のDLC（データリンクコネクター）

レーダー波受信機能以外の機能を付加した当該装置も多く製品化されている。
ソーラー機能
太陽電池を持ち、太陽光で発電した電力を内蔵のバッテリーに蓄えて使う機能である。当該装置への配線が不要になるメリットがある。しかし、内蔵バッテリーが尽きると動作しなくなる。また、機能の多様化や装置の小型化によって、動作電力が太陽電池によって発電された電力を越えている当該装置が存在し、バッテリー節約のため機能が一部制限されるなど、省エネモードに移行される場合がある。製造メーカーでは安定動作のため、ソーラー機能付であっても配線により自動車から電力を供給することを推奨している。近年は機能の多様化により、廉価機種以外は採用例が減少している。
無線受信機能など
警察車両搭載のカーロケーションシステムに使用される電波（407.725MHz の周波数を使用したもののみ）や各種のデジタル警察無線、取締りの連絡に使う電波を受信・警報する機能である。
警察で用いられる特定周波数の電波を検知すると警告する。また、高速道路管理車両やレッカー車、タクシー連絡無線など各種無線の音声を受信できる機能を備えていることがある（ただし、デジタル無線では交信の内容を聴くことができない。）
GPS警報機能
レーダー波を用いない取締装置やNシステム、Hシステムの設置位置を位置データとしてあらかじめ記憶しておき、GPSにより自車の位置と照合することにより、警告を出す機能である。ただし、取締装置が新設・変更された場合には、GPSデータが更新されない限り対応できない。
近年、「準天頂衛星みちびき」や「気象衛星ひまわり」、「グロナス」や「北斗」・「ガリレオ」を測位に用いる機種も登場している。
機種によっては、有料または無料のサービスにより、GPSデータを更新できる。GPSデータの更新方法は、定期的に配信される機種別の最新データをダウンロードして更新する形式、メーカーから届いた記憶媒体を用いて更新する形式やメーカーへ本体を送付して更新する形式などがある。無線LANにより、最新のデータを自動的に更新する機能が内蔵、またはオプションで搭載できる機種も登場している。
GPS警報機能の拡張として、自車の走行速度を検出する機能を持つ機種もある。停止時または低速走行時など警報の必要がない速度では警報を抑制したり、速度超過時には通常より厳重な警告を行う。
その他のGPS機能の利用法としては、「直前でのGPS電波受信が困難なトンネル出口付近に設置された自動速度違反取締装置をトンネルに入る前に事前警告する」「走行道路が高速道か一般道かを判断して、該当道路の警報対象のみを検出する」「オービスやNシステムなどが一方向車線のみを対象に設置されている場合に、進行方向を判断して反対車線での警報を抑制する」などがある。
Gセンサー（加速度センサー）
GPSを用いた自車の位置特定機能は、トンネルなどのGPS電波受信が困難な場所では適切に機能しないという欠点がある。この欠点を補うために加速度センサーを搭載している機種がある。GPS電波が途絶えた後も、車に対する全方向の加速度の増減を加速度センサで測定・解析・評価しつづけることで、自車の位置を推定するというものである。これにより、GPS電波受信困難な場所（代表的には、トンネル内部など）においても、GPSを受信できる場所と同等の自車の位置特定が期待できる。
気圧センサー
高速道路と一般道路が併走、もしくは一般道・高速道路等が高架または地下道によりどこの道を走行しているか推定できない場合がある。この欠点を補うために「気圧センサー」を搭載している機種がある。気圧差を測定・解析・評価しつづけることで、自車の高低差を推定し、高速道路入口などの高低差を検知し、一般道と高速道路の識別およびそれぞれの道路に対する警告が期待できる。
液晶表示機能
機能の多様化に伴い、警告音のみでは瞬時に何の警告をされているのか判断するのが難しいことがある。そこで液晶表示パネルを備え、警告音に加えて警告表示を行う機種がある。警告の必要のない通常時は、前述のGPS機能による車速や進行方向などの表示や独自設定が可能な機種であれば設定に応じた画面を表示している。
大型ルームミラーの形を取り、ミラーの端に情報を液晶表示するものがある。大型ルームミラー自体、広い後方視界を確保する目的で市販されており、これとの組み合わせによってレーダー自体の大きさを直感的に感じさせないようにしたものである。走り慣れた場所など、過度の警告を必要としないときは、音声警告のみを有効のままに表示を切り、後方視界をさらに広げることのできる機種もある。
各種情報提供機能
GPS座標位置情報を利用し、前方もしくは近隣の自動速度違反取締装置以外の運転者にとって有用な情報も提供する。駐車禁止エリア、急カーブ、事故多発ポイント、警察署・交番・消防署などの注意すべき地点や、道の駅、サービスエリアなどの、ドライバーの休憩所などを知らせる機種もある。
リモコン機能
機能の多様化と機種の小型化に伴い、機能設定のためのスイッチを全ての機能に対して割り当てることが困難になってきた。そこで基本的な機能設定スイッチだけを当該装置に残し、他の応用的な機能設定スイッチを別体のリモコンにしたタイプがある。
車両情報表示
一部メーカーでは配線をエンジンコントロールユニットの自己故障診断用OBD2コネクターに接続することによってエンジン情報や燃費などを表示できるものがある。
OBD2コネクターから車速を取得することにより、GPSが受信できないトンネル内でも、ある程度の自車の位置特定が期待できる。さらに、OBD2から水温や燃費、車速、（エンジンの）回転数、ブースト圧（ただし自然吸気エンジンの場合はバキューム圧）などを取得し、画面に表示できる。
一部輸入車でもOBD2の接続に対応している。
ドライブレコーダー連動/相互通信機能
一部の液晶表示パネルを備える機種には、ドライブレコーダーとの連動および相互通信機能を備える機種がある。ドライブレコーダーと連動には別途専用のケーブルが必要となる。
PND（Personal Navigation Device）一体型
小さな液晶画面を採用し、簡易型カーナビゲーションとして使えるようにしたもの。レーダー探知画面とカーナビ画面とを切り替えて使用するが、カーナビ画面中にもレーダー情報が表示される。衛星電波が届かない場所ではカーナビとしては使えないなどPND特有の難点もあるが、当該装置に附属するカーナビ機能として手軽に使用できる。
PND連動型
一部メーカーの自社製ポータブルナビの上位機種に、オプションとして発売しているレーダー探知機ユニットを接続することで、ナビの画面を分割しての警告表示や、音声で警告を発する機能、また上記の無線受信機能を持たせることができるものがある。
キャラクター表示・警告機能
一部の当該装置には、画面にキャラクターを表示し、キャラクターが警告対象を警告する機種がある。走行距離や内容に応じてそのキャラクターが喋るセリフが増加するなどの機能を備える。
オートバイ用レーダー探知機
オートバイ用の当該装置には、バッテリーを内蔵し胸ポケットに入れて使う機種や、耐水性機能を付加しヘルメットや車体に据え付けて使用する機種がある。

## 懸念事項
取締りで用いられるレーダー波の周波数が電波式の自動ドアの周波数と同一であるため、自動ドアの附近を通過する際にしばしば誤警報を起こすことがある。
さらに、防犯センサーの一部、信号機の近くに設置されている車両通過計測器の一部、NTTのマイクロウェーブ通信回線の一部、気象用・航空機用などのレーダーの一部、他のレーダー探知機の一部にはレーダー波と同一な周波数が用いられていることから、それらの電波を受信して誤警報を起こすことがある。

## 注意事項
当該装置をフロントガラスに貼付・固定する方法での取り付けは道路運送車両法で禁じられている。

## 関連機器の違法性
レーダー探知機に関連する機器として販売されている「レーダーテスター」「レーダーモニター」「レーダー探知機感度調整器」「レーダー妨害器（レーダージャマー）」「レーダースクランブラー」「Ｘまたは、Ｋバンド・シグナルジェネレーター」「Ｘまたは、Ｋバンド・オシレーター」「Ｘまたは、Ｋバンド・VFOスキャナー」などの妨害機能のある装置について、他の無線局の運用（レーダー式速度測定器での速度測定等）を阻害するような混信その他の妨害を与えた場合には、たとえその出力が微弱電波（発射する電波が著しく微弱）の範囲の無線局（送信設備）であっても電波法第56条（混信等の防止）に反し、電波法違反となる。
さらに、免許を受けずに微弱電波の範囲を超える無線局を開設した場合は、電波法第27条の18第1項（登録）に反し、電波法違反となる。なお、罰則は1年以下の懲役または100万円以下の罰金である。また、免許を受けずに微弱電波の範囲を超える無線局を開設することを幇助した場合も電波法違反となる。

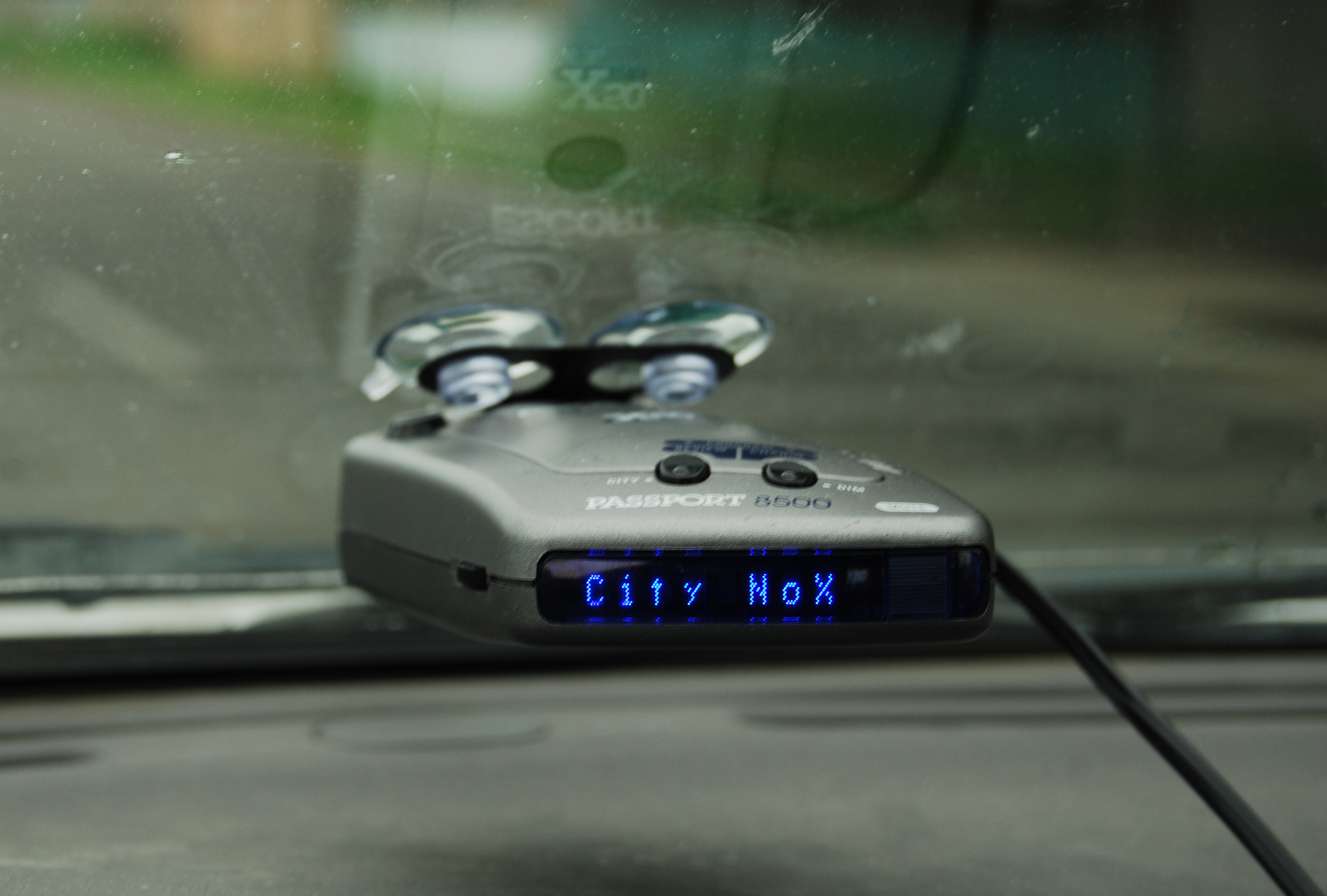
Passport x50 レーダー/レーザー探知機

## 違法性
日本国内での所持および使用は合法である。メーカーは取締りを積極的に回避させ、暴走行為などの法律に触れる行為を助長するものではないとしている。しかし、国によっては法律を定め、違法としている場合もある。
フランスにおいては、レーダー探知機 (Anti radar) の所持および使用は違法である。実際に電源を入れて使用していた場合はもちろん、未使用の状態で所持（いわゆる単純所持）していただけでも検挙の対象となり、当該機材（レーダー探知機）を没収の上、最高3000ユーロの罰金が科せられる（実刑判決が出たケースもある）。
オーストラリア（西オーストラリア州を除く）でも、レーダー探知機等 ("Radar detector" or "Radar jammer",etc.) の所持および使用は違法である。

### レーダー探知機が違法な国の例
下記の国では、当該装置が違法である。
- アイルランド
- アメリカの一部の州 - 州法によって異なる
- アラブ首長国連邦
- オーストラリア - 西オーストラリア州を除く。
- オランダ
- カナダ - 一部の州を除く。
- ギリシャ
- サウジアラビア
- シンガポール - 所持・購入・販売または使用が違法。
- スイス
- ドイツ
- トルコ
- フィンランド - 所持・購入・販売または使用が違法。
- フランス - 所持および使用が違法。
- ベルギー
- ポーランド - 所有は合法だが、走行中の車両での使用は違法。
- マレーシア - 所持・購入・販売または使用が違法。
- 南アフリカ - 走行中の車両での使用は違法。
- ルクセンブルク

## メーカー
- ユピテル
- セルスター工業
- ブリッツ

### かつて製造していたメーカー
- タナックス
- マルハマ（2010年2月自己破産）
- セルオート
- サンヨーテクニカ（2013年1月末解散）
- 槌屋ヤック
- JES（日本電機サービス）
- コムテック（2021年9月事業撤退）